# Ti12
Ti12 – oznaczenie na PKP austriackiego parowozu towarowego serii kkStB 60. Produkowany w latach 1897-1910 przez austriackie zakłady Floridsdorf w Linzu w ilości 321 parowozów. Po pierwszej wojnie światowej 158 parowozów trafiło do kolei polskich. Po drugiej wojnie światowej polskie koleje eksploatowały 14 parowozów, które w 1951 roku zostały wycofane z eksploatacji.